# България (булевард във Велико Търново)
„България“ е централен булевард в новата част на Велико Търново. Той води своето начало от Съдебната палата в града и се простира до Национален военен университет. На него се намират Европейски център, Парк „Стадиона“, в миналото гостилница „Спортна среща“ и др.
През първите години на XX век, булевардът е наричан „Беляковско шосе“ или „Севлиевсвско шосе“. На шосето се е намирала и Беляковската чешма. По буреварда е минал и освободиттелния отряд на Царска Русия. По булеварда е минавала и тролейбусна линия номер 2.